# Martinius Stenshorne
Martinius Stenshorne, né le 2 février 2006 à Hokksund, est un pilote automobile norvégien. En 2024, il s'engage en Formule 3 avec Hitech Racing. Il est également membre du McLaren Driver Development Programme depuis 2024.

## Biographie

### Karting
Membre du programme All Road Management dirigé par Nicolas Todt, Stenshorne débute le karting en 2016, à l'âge de 10 ans. Il commence par le Trophée Andrea Margutti dans la catégorie 60 Mini où il termine vingt-huitième. En 2017, il termine troisième du trophée de l'Industrie. En 2018, il remporte le championnat d'Italie ainsi que le WSK Master Series puis termine deuxième de la WSK Champions Cup, tous dans la catégorie 60 Mini,.

### Formule 4

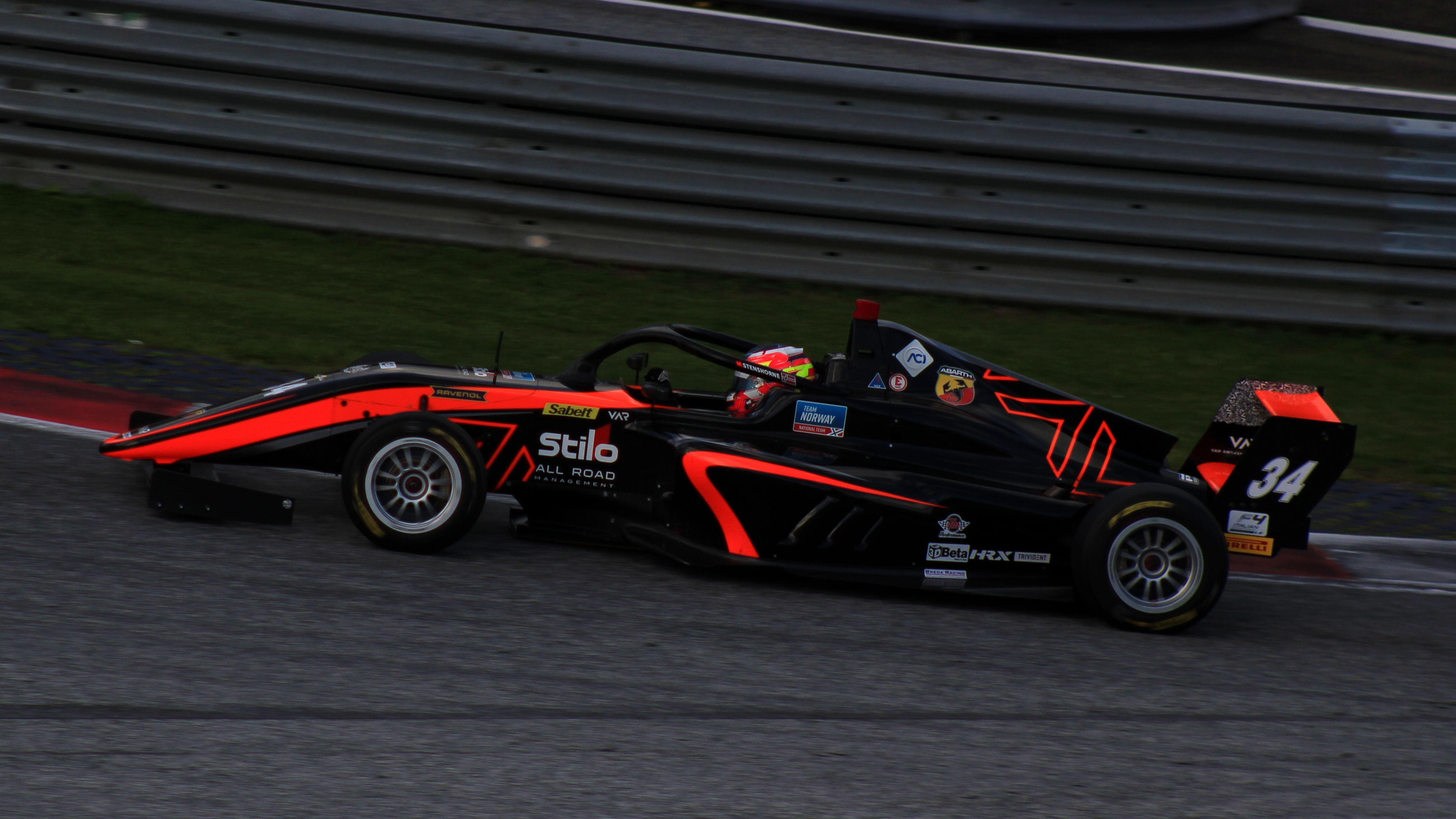
Martinius Stenshorne en Formule 4 italienne en 2022 à Spielberg.

En 2022, Stenshorne fait ses débuts en monoplace. Durant l'hiver, il participe au championnat des Émirats arabes unis de Formule 4 où il décroche un podium sur le Dubaï Autodrome et termine dixième du championnat avec 72 points. Il rejoint ensuite le championnat italien avec Van Amersfoort Racing. Avec deux podiums en fin de saison, il termine septième du championnat avec 122 points. Il dispute également six courses dans championnat allemand en tant que pilote invité, ce qui l'empêche de marquer des points malgré six top 10 à l'arrivée. En fin de saison, il prend part à trois courses du championnat espagnol où il termine trois fois dans le top 10. Il se classe dix-septième du championnat avec 22 points.

### Formule Régionale

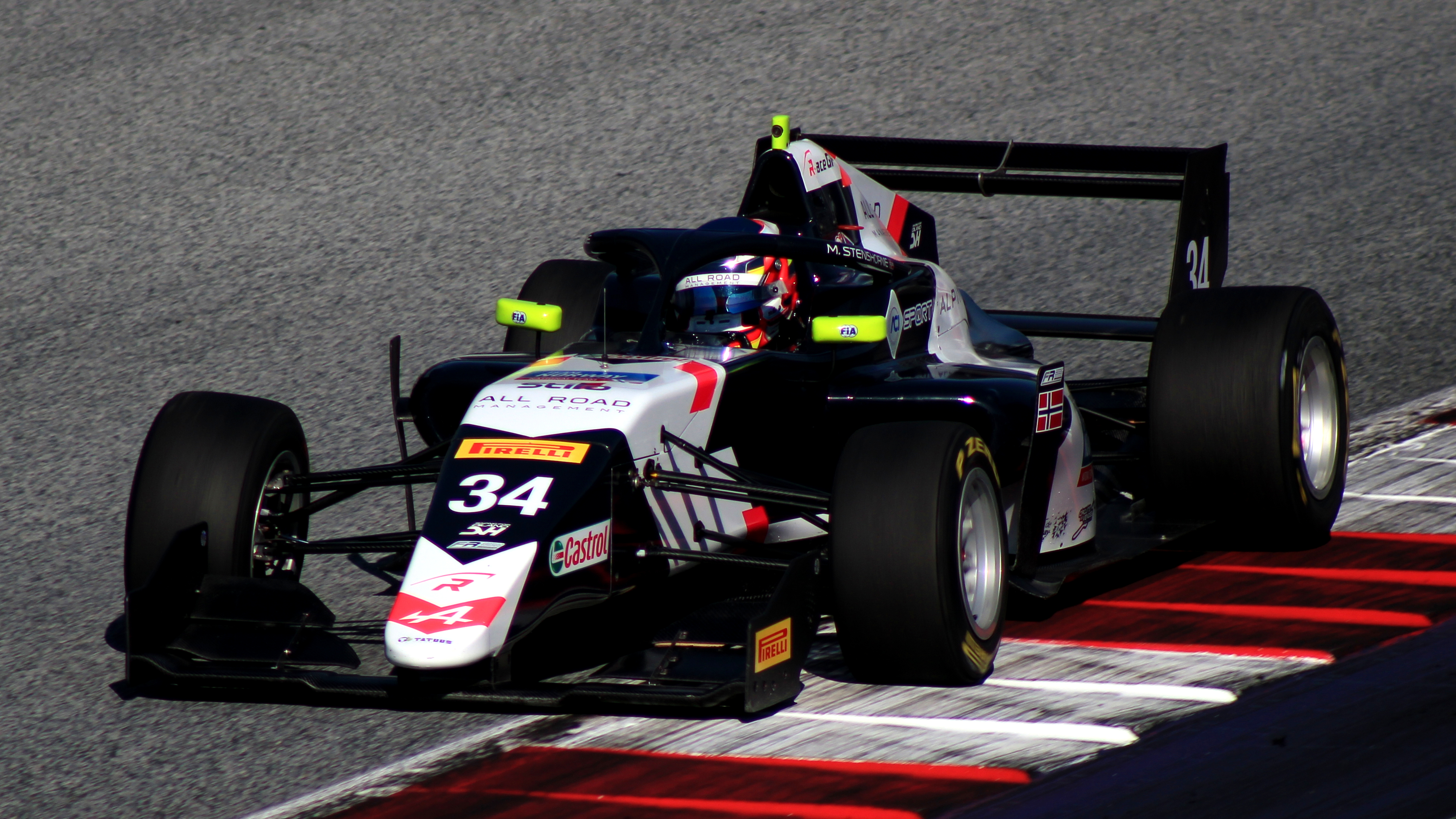
Martinius Stenshorne en Formule Régionale en 2023 à Spielberg.

Fin 2022, Stenshorne prend part aux essais d'après saison en Formule Régionale avec R-ace GP,. Il réalise son meilleur chrono en 1 m 26s 869. Sur les trois journées d'essais organisés au Red Bull Ring, il parcourt un total de 177 tours.
Durant l'hiver 2023, il participe au championnat du Moyen-Orient à partir de la troisième manche. Il termine  dans les points à quatre reprises et se classe dix-huitième du championnat avec 20 points. R-ace GP annonce ensuite sa titularisation dans le championnat d'Europe aux côtés de Tim Tramnitz et de Matías Zagazeta.
Dès la première manche, disputée à Imola, le Norvégien surprend tout le monde en décrochant la pole et la victoire pour sa première course dans le championnat, suivie d'une deuxième place le lendemain,,. Il décroche ensuite une double victoire au Hungaroring, lui permettant de s'installer en tête du championnat avant de décrocher une quatrième victoire au Mugello,,. Il perd cependant la tête du championnat lors de la manche suivante face à Andrea Kimi Antonelli puis connaît une manche vierge de points au Red Bull Ring avant que son rival italien ne décroche le titre lors de l'avant dernière manche à Zandvoort. Il termine la saison avec un double podium et une cinquième victoire à Hockenheim, , ce qui lui permet de terminer vice-champion avec un total de 261 points. Il participe ensuite au Grand Prix de Macao de Formule 4 avec l'écurie Pinnacle Motorsport.

### Formule 3 FIA

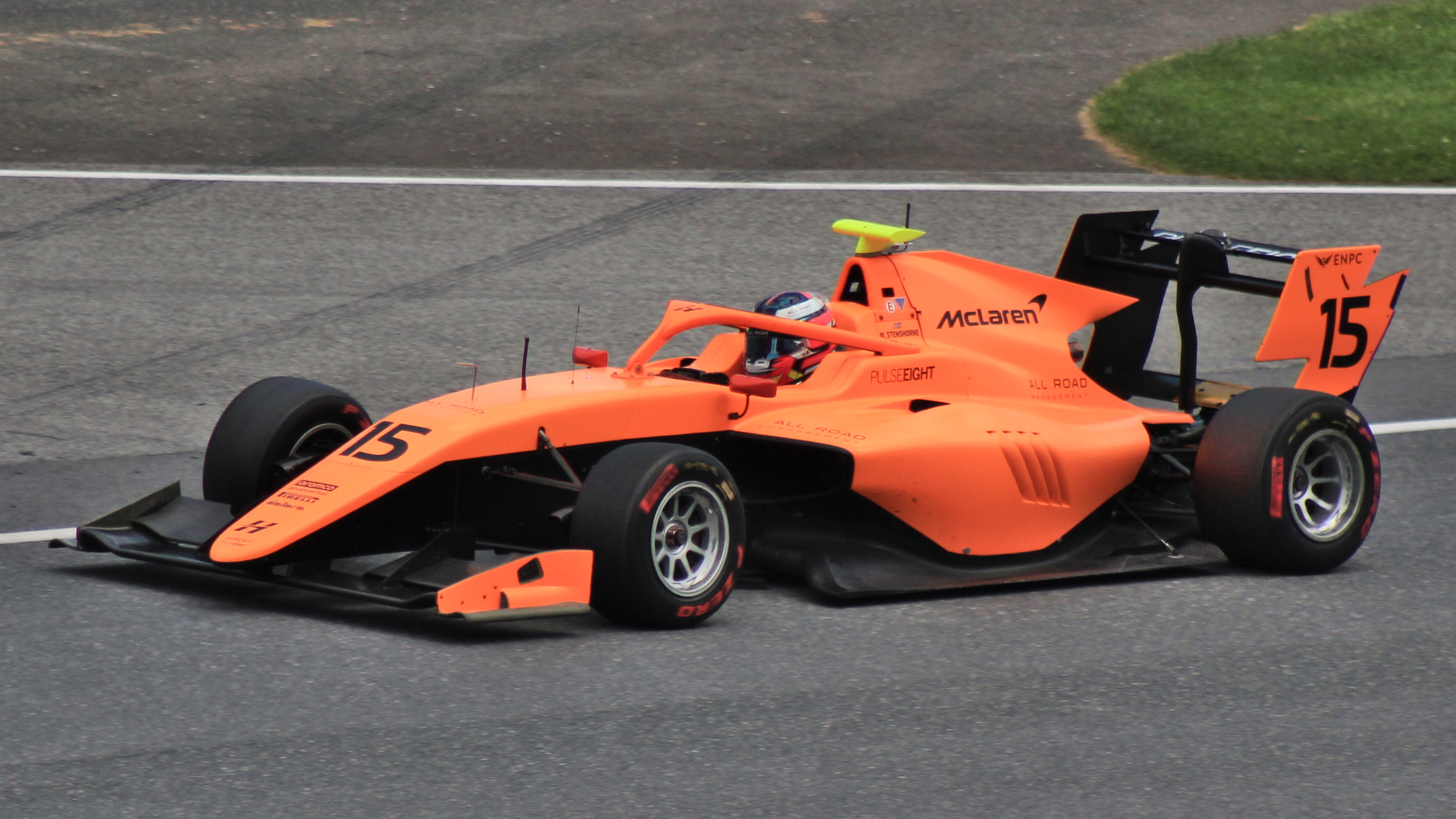
Martinius Stenshorne en Formule 3 FIA en 2024 à Spielberg.

En octobre 2023, Stenshorne participe aux essais d'après saison de la Formule 3 FIA avec l'écurie Hitech Grand Prix. En fin d'année, l'écurie britannique annonce la titularisation du Norvégien pour la saison 2024. En mai 2024, il rejoint le McLaren Driver Development Programme aux côtés d'Alex Dunne. Il remporte sa première victoire dans le championnat lors la course sprint de l'épreuve du circuit d'Albert Park. Il termine également deuxième de la course sprint au Red Bull Ring derrière Nikola Tsolov. Le Norvégien est cependant suspendu pour la septième manche disputée à Silverstone pour avoir enfreint l'article 10.4 du règlement sportif, stipulant que tout pilote ne peut participer à un autre championnat sans l'approbation écrite de la FIA ou du promoteur de la Formule 3 FIA.

## Carrière

### Résultats en monoplace
| Saison | Championnat                                      | Écurie                | Courses | Victoires | Pole positions | Meilleurs tours | Podiums | Points | Classement |
| ------ | ------------------------------------------------ | --------------------- | ------- | --------- | -------------- | --------------- | ------- | ------ | ---------- |
| 2022   | Championnat des Émirats arabes unis de Formule 4 | 3Y by R-ace GP        | 19      | 0         | 0              | 0               | 1       | 72     | 10e        |
| 2022   | Championnat d'Italie de Formule 4                | Van Amersfoort Racing | 20      | 0         | 0              | 0               | 2       | 122    | 7e         |
| 2022   | Championnat d'Allemagne de Formule 4             | Van Amersfoort Racing | 6       | 0         | 0              | 0               | 0       | 0†     | n.c        |
| 2022   | Championnat d'Espagne de Formule 4               | Monlau Motorsport     | 3       | 0         | 0              | 0               | 0       | 22     | 17e        |
| 2023   | Formule Régionale Moyen-Orient                   | R-ace GP              | 9       | 0         | 0              | 0               | 0       | 20     | 18e        |
| 2023   | Formule Régionale Europe                         | R-ace GP              | 20      | 5         | 3              | 3               | 11      | 261    | 2e         |
| 2024   | Formule Régionale Moyen-Orient                   | R-ace GP              | 9       | 0         | 0              | 1               | 4       | 100    | 8e         |
| 2024   | Formule 3 FIA                                    | Hitech Pulse-Eight    | 18      | 1         | 0              | 2               | 2       | 38     | 18e        |
| 2024   | Championnat de Grande-Bretagne de Formule 3      | Chris Dittmann Racing | 2       | 0         | 0              | 0               | 0       | 19     | 27e        |
| 2025   | Formule 3 FIA                                    | Hitech TGR            | 17      | 2         | 0              | 3               | 4       | 80     | 5e         |

† Stenshorne étant un pilote invité, il était inéligible aux points.